# St. Rufus (Niedaltdorf)

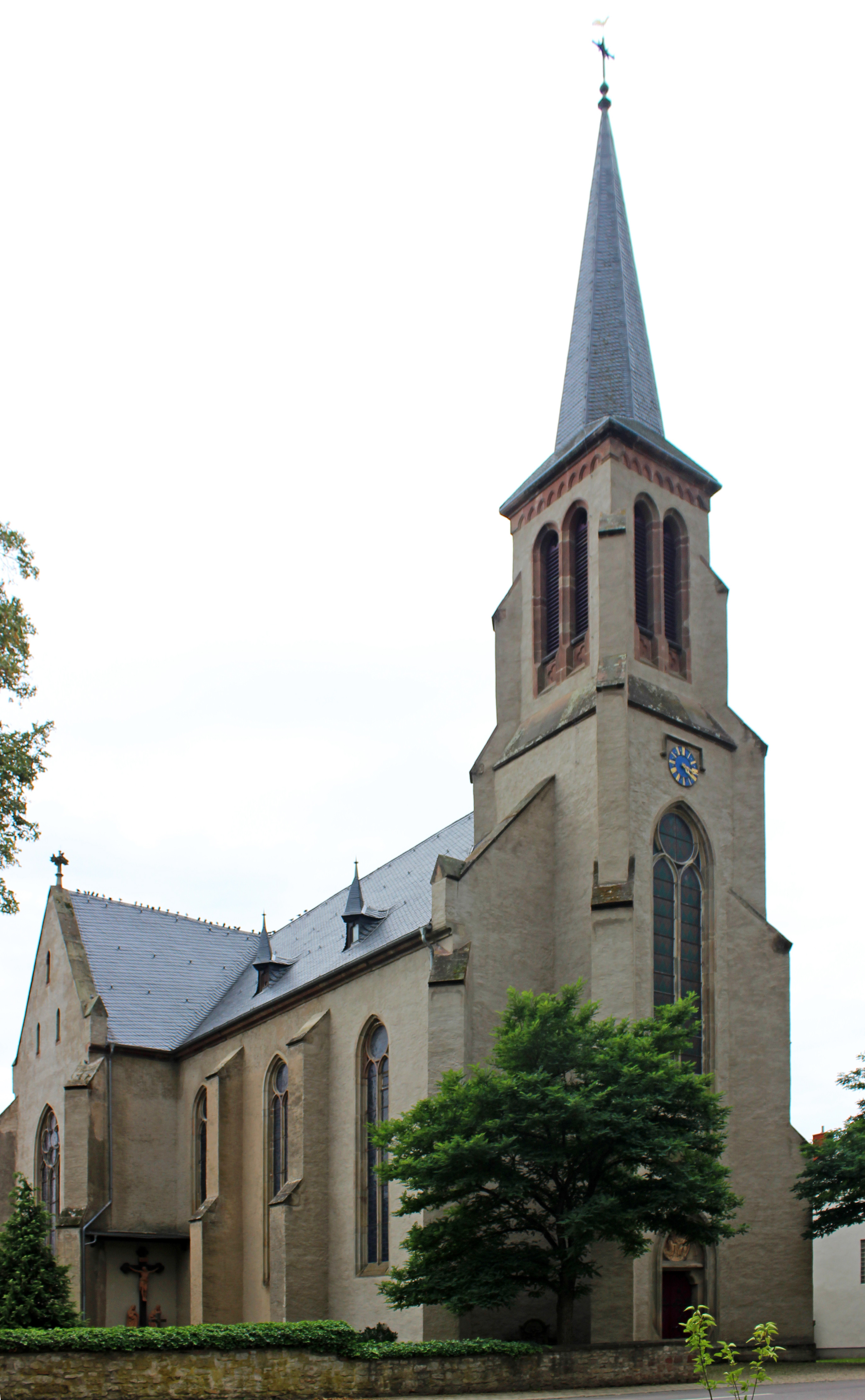
Die katholische Pfarrkirche St. Rufus in Niedaltdorf

Die Kirche St. Rufus ist eine römisch-katholische Pfarrkirche in Niedaltdorf, einem Ortsteil der saarländischen Großgemeinde Rehlingen-Siersburg, Landkreis Saarlouis. Kirchenpatron ist der heilige Rufus von Capua. Im Bereich der alten Erzbistümer Trier, Mainz und Köln ist die Pfarrei St. Rufus die einzige mit diesem Patrozinium. In der Denkmalliste des Saarlandes ist die Kirche als Einzeldenkmal aufgeführt.

## Geschichte
Die Kirche wurde in den Jahren 1871 bis 1873 nach Plänen des Architekten Carl Friedrich Müller errichtet und ersetzte eine ältere Kirche aus dem Jahre 1751. Für die Ausführung zeichnete Architekt Joseph Mendgen (Trier) verantwortlich. Von 1945 bis 1956 wurde das Gotteshaus einer Restaurierung unterzogen, wobei die gotischen Kirchenfenster wieder hergestellt wurden. 1949 wurde das Kircheninnere ausgemalt und das Kirchendach mit Schiefer gedeckt. 1953 erfolgte die Restaurierung des Turmhelms durch neue Beschieferung. 1961 wurde das Mauerwerk des Turmes restauriert. Bei Restaurierungsmaßnahmen unter der Leitung des Architekten Walfried Plegnière (Merzig) in den Jahren 1971 bis 1973 wurde der Chorraum umgebaut. 1995 und 2000/01 wurde der Kirchturm einer Restaurierung unterzogen.

## Architektur und Ausstattung

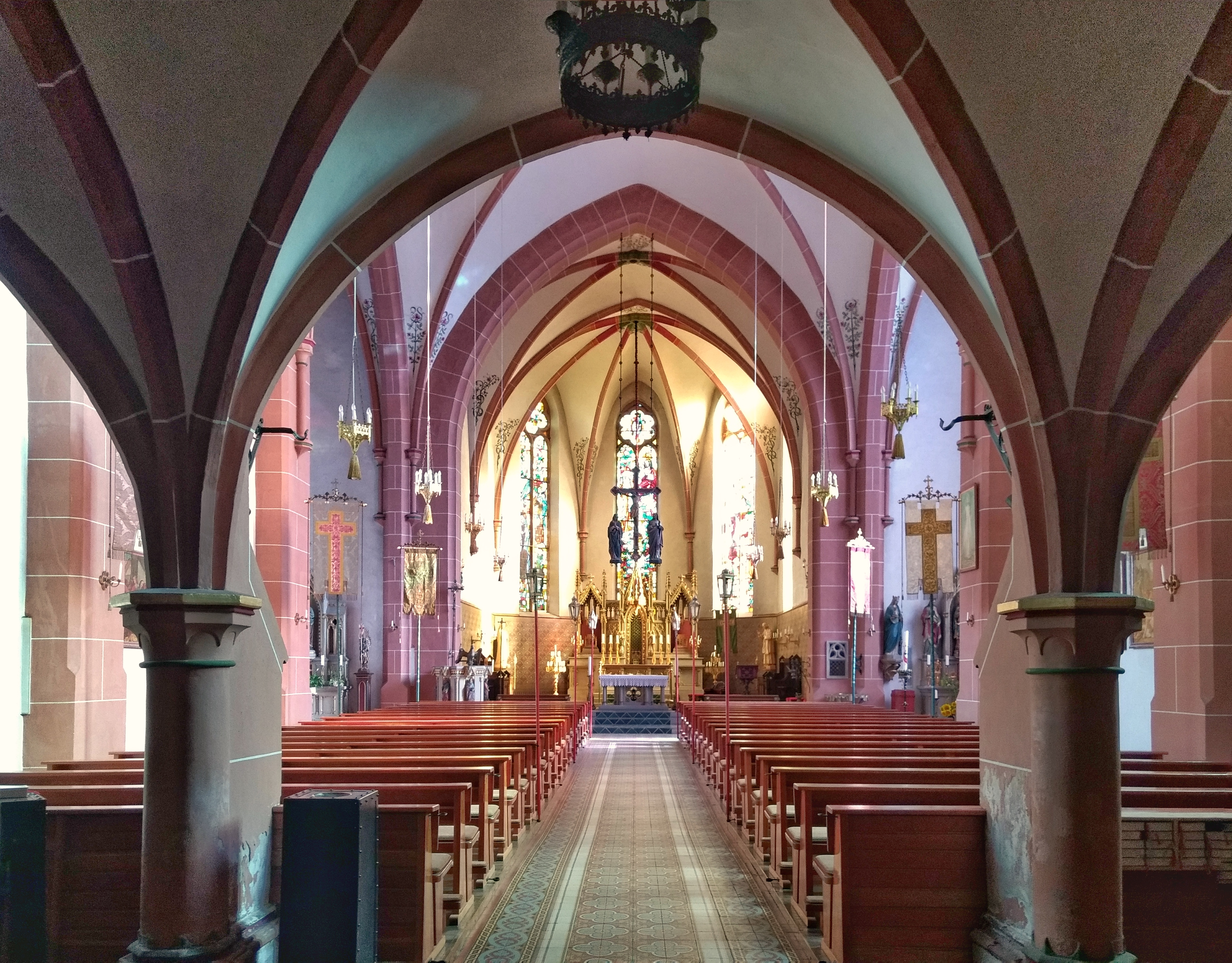
Blick ins Innere der Kirche

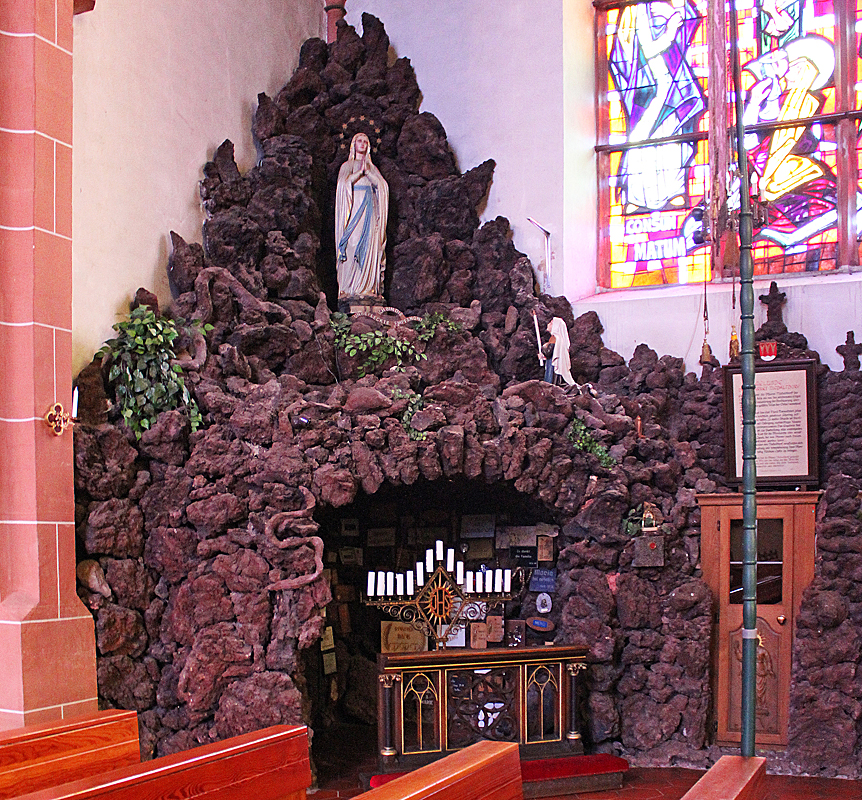
Lourdesgrotte im Inneren der Kirche

Das Kirchengebäude wurde als Saalkirche mit Querhaus und Westturmfassade im neugotischen Stil errichtet. Das Langhaus weist eine Unterteilung in drei Joche auf. An das Langhaus schließt sich das Querhaus an, daran ein fünfseitiger Chor mit polygonalem Abschluss, so dass als Grundriss die Form eines Lateinischen Kreuzes entsteht. Die Decken der Kirchenschiffe werden von Kreuzrippengewölben geformt. In den Gewölbefeldern befinden sich Malereien mit floralen Motiven.
Zur Ausstattung der Kirche gehört eine 1890 erbaute Lourdesgrotte, die zum damaligen Zeitpunkt die erste auf deutschem Boden war. Die Pläne hierfür fertigte der damalige Pfarrer Rausch an. Als Baumaterial für die 8 m hohe, 6 m breite und 4 m tiefe Grotte diente rotbraunes vulkanisches Gestein aus dem Mühlbergskrater bei Andernach. Die Einweihung erfolgte am Pfingstmontag 1890.
Des Weiteren befindet sich in der Kirche eine Nachbildung des Turiner Grabtuches. Es wurde 1972 in Turin fotografisch auf ein Leintuch übertragen.
Auf beiden Seiten des Langhauses befindet sich ein Kreuzweg aus dem Jahr 1862, der von dem österreichischen Maler und Grafiker Joseph Ritter von Führich geschaffen wurde. Es handelt sich um Ölgemälde nach Originalskizzen, die 1973 restauriert wurden.
Die aus dem 19. Jahrhundert stammende Innenausstattung wurde in Teilen auch aus anderen Kirchen (Primstal, St. Avold, Kathedrale von Metz) zusammengetragen.
Für die komplette Innenausmalung des Kirchenschiffes im Jahr 1928 zeichnete Kirchenmaler Anton Orken verantwortlich. Glaskünstler Prof. Renard (Paris) entwarf die Kirchenfenster, die 1950 bis 1956 von der Firma Ott (Straßburg) ausgeführt wurden. Die Fenster stellen Stationen aus dem Leben Jesu dar und sind auch mit entsprechenden Texten versehen.
Von Maler und Bildhauer Ernst Alt (Saarbrücken) stammen einige kleinere sakrale Gegenstände, die 1973 geschaffen wurden.

## Orgel

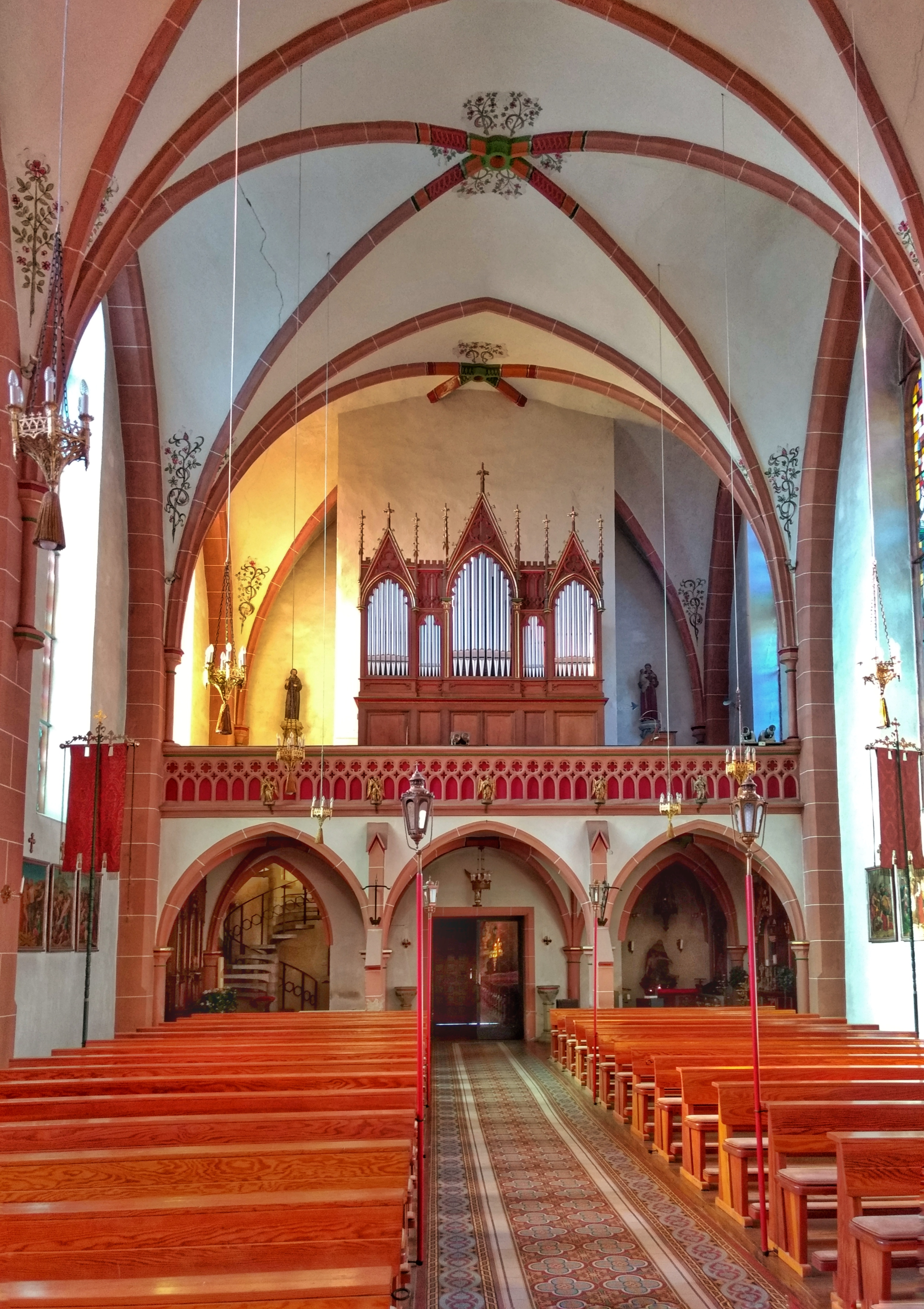
Blick vom Altarraum zur Orgelempore

Die Orgel der Kirche wurde 1901 als opus 2 durch Mamert Hock (Saarlouis) errichtet. Das Instrument ist auf einer Empore aufgestellt und verfügt über 14 Register, verteilt auf 2 Manuale und Pedal. Es handelt sich um die älteste erhaltene Orgel der Firma Hock. Im ursprünglichen Dispositionsentwurf des Orgelbauers war im II. Manual eine Vox Coelestis 8' ab c° und im Pedal ein Prinzipalbass 8' vorgesehen. Statt der Vox coelestis im II. Manual wurde nach Absprache mit dem Bischöflichen Generalvikariat in Trier die Rohrflöte 8' im I. Manual eingebaut. Außerdem wurde statt des Principalbasses 8' ein Violoncello im Pedal eingebaut.
Das Prospekt der Orgel entspricht einem Musterprospekt des Orgelbauzulieferers Aug. Laukhuff (Weikersheim). Von Laukhuff stammen auch die Metallpfeifen, was anhand der Pfeifenstempelung nachgewiesen werden kann.
In zwei Abschnitten wurde die Orgel in den Jahren 2007 und 2008 durch die Orgelbaufirma Hardt (Weilmünster) grundlegend restauriert. In einer Orgelfeierstunde wurde das Instrument am 27. April 2008 wieder eingeweiht.
| I Manual C–g3 |                  |       |
| 1.            | Bordun           | 16′   |
| 2.            | Prinzipal        | 8′    |
| 3.            | Flûte harmonique | 8′    |
| 4.            | Gamba            | 8′    |
| 5.            | Salicional       | 8′    |
| 6.            | Rohrflöte        | 8′    |
| 7.            | Octave           | 4′    |
| 8.            | Mixtur III       | 2 ⁄3′ |

| II Manual C–g3 |                  |    |
| 9.             | Geigenprincipal  | 8′ |
| 10.            | Aeoline          | 8′ |
| 11.            | Lieblich Gedackt | 8′ |
| 12.            | Traversflöte     | 4′ |

| Pedal C–f1 |             |     |
| 13.        | Subbass     | 16′ |
| 14.        | Violoncello | 8′  |

- Koppeln: II/I, I/P, II/P, II/I 4′, II/I 16′